# شون موران
شون موران (بالإنجليزية: Sean Moran)‏ هو لاعب كرة قدم أمريكية أمريكي، ولد في 5 يونيو 1973 في أورورا في الولايات المتحدة.

## وصلات خارجية
- شون موران على موقع مرجع كرة القدم المحترفة.كوم (الإنجليزية)